# ديزيري ليندن
ديزيريه نيكول ليندن (بالإنجليزية: Desiree Linden) (26 يوليو 1983) هي عداءة أمريكية متخصصة في المسافات الطويلة. مثلت الولايات المتحدة في ماراثون أولمبياد لندن 2012 النسائية. تدرب الآن فريق هانسون بروكس في ميشيغان.

## المسيرة الرياضية والإنجازات
- 2006: ة شاركت في بطولة العالم لسباق الطرق 2006 في دبرتسن، انهت السباق في المركز ال43.
- 2007: أول ظهور لها في سباقات الماراثون في ماراثون بوسطن عام 2007، حيث احتلت المركز ال19 في زمن (02:44:56).
- 2008: شاركت في نصف ماراثون هيوستن 2008، وأحتلت المركز الثاني بأفضل وقت قياسي شخصي لها ب (01:12:10). هذا الرقم القياسي أهلها مباشرة لماراثون الولايات المتحدة الاولمبية 2008 في بوسطن. [6] اللتي شاركت فيه وحصلت على المركز ال13 بوقت 02:37:50. وشاركت في نفس السنة بماراثون شيكاغو، وحصلت على المركز ال5 بوقت 02:31:33.
- 2009: في 23 أغسطس 2009 احتلت ليندن المركز العاشر في بطولة العالم لألعاب القوى في سباق الماراثون وسجلت رقما قياسيا شخصيا ب3 دقائق اقل من رقمها القديم.حيث اكملت السباق ب 02:27:53 وأصبحت بهذا الأنجاز ثاني أسرع امرأة أمريكية. [2]
- 2010: حصلت على المركز الرابع في ماراثون شيكاغو عام 2010، وسجلت رقما قياسيا شخصيا جديدا بدقيقة واحدة اقل من رقمها القديم (02:26:20) واصحبت بهذا الرقم أسرع امرأة أميركية. [1]
- 2011: شاركت في ماراثون بوسطن 2011 واحتلت المركز الثاني ب 2 ثانية أقل من صاحبة المركز الأول. وسجلت رقما قياسيا شخصيا جديدا بفارق أربع دقائق عن رقمها السابق (02:22:38). [1] وكان هذا الوقت اسرع وقت تحققها امرأة أمريكية. [1]
- 2012: احتلت المركز الثاني في ماراثون هيوستن الأمريكي للالعاب الاولمبية في 14 يناير 2012 في هيوستن، في زمن قدره (02:25:55. [7] وتأهلت بهذا الرقم للمشاركة في ماراثون لندن للسيدات في دورة الألعاب الاولمبية الصيفية لعام 2012 في 5 أغسطس 2012، ولكنها لم تكمل السباق. [8] بسبب تعرضها لكسر في عظم الفخذ.
- 2013: شهدت هذه السنة عودتها إلى المنافسة، وحصولت على المركز الثاني في نصف ماراثون بطولة برلين بزمن (02:29:15).[10]
- 2014: أنهت ماراثون بوسطن عام 2014 محتلة المركز العاشر بتوقيت (02:23:54) ثاني أسرع امرأة أميركية، وراء شالان فلاناغان في (02:22:02). وأنهت ماراثون نيويورك عام 2014 (02:28:11). [11]
- 2015: احتلت المركز الرابع في ماراثون بوسطن عام 2015، بزمن (2:25:39). [12]

## وصلات خارجية
- ديزيري ليندن على موقع الاتحاد الدولي لألعاب القوى (الإنجليزية)
- ديزيري ليندن على موقع الاتحاد الأمريكي لسباقات المضمار والميدان (الإنجليزية)
- ديزيري ليندن على موقع الدوري الماسي (الإنجليزية)
- ديزيري ليندن على موقع اللجنة الأولمبية الدولية (الإنجليزية)
- ديزيري ليندن على موقع أوليمبيديا (الإنجليزية)
- ديزيري ليندن على موقع اللجنة الأولمبية والبارالمبية الأمريكية (الإنجليزية)